# Seznam osebnosti iz Občine Radeče
Seznam osebnosti iz Občine Radeče vsebuje osebnosti, ki so se tu rodile, delovale ali umrle.
Občina Radeče ima 23 naselij: Brunk, Brunška Gora, Čimerno, Dobrava, Goreljce, Hotemež, Jagnjenica, Jelovo, Log pri Vrhovem, Loška Gora, Močilno, Njivice, Obrežje, Počakovo, Prapretno, Radeče, Rudna vas, Stari Dvor, Svibno, Vrhovo, Zagrad, Zavrate, Žebnik

## Znanost in humanistika
- Drago Matko (1947 Trbovlje –), elektrotehnik, redni profesor za fakulteti za elektrotehniko Univerze v Ljubljani
- Franc Mesojedec (1934 Prapretno –), filozof, ing. biomedicine, sodeloval na oddelku za elektroniko tehničnega instituta Carnegie v Pittsburghu, raziskovalec pri Zalivski naftni družbi v Pittsburghu, profesor asistent na oddelku medicinske fakultete v Pittsburghu in vodja oddelka za nevrokirurgijo
- Jurij Pohar (1951 Celje – 2020), predstojnik katedre za ribištvo na Biotehniški fakulteti v Ljubljani
- Emil Rojc (1940 Ljubljana –), sociolog, politik, Vodja Republiškega družbenega sveta za vzgojo in izobraževanje in Svet Univerze Edvarda Kardelja v Ljubljani
- Janez Titovšek (1936 Radeče –), gozdar, referent in inšpektor za gozdarstvo v Logatcu, asistent na inštitutu za varstvo gozdov, izredni profesor na Biotehniški fakulteti.
- Leopold Lenard (1879 Svibno – 1962 Beograd), teolog in filozofije, novinar, duhovnik na Primorskem in v Mariboru, novinar na Ministrstvu za zunanje zadeve, Slovencu in Domu in svetu.
- Jurij Dolinar (1794 Radeeče – 1872 Idrija), zdravnik in botanik, na Kranjskem odkril več vrst rastlin: krebulice, peteroprstnik, popkoresa, šebenik.
- Lado Pohar (1920 Radeče – ?), novinar

## Kultura, umetnost
- Franc Ravnikar (1886 Radeče – 1948 ?), kipar, član mariborskega likovnega društva Brazda
- Jože Plečnik (1872 Ljubljana – 1957 Ljubljana), arhitekt, narisal načrt za radeški bazen

### Glasba
- Ildefons Schmidt (1820 Radeče – 1870 Fischlhamu), pisal cerkveno in posvetno glasbo, glasbo k igrama Vier Jahreszeiten, Der Wechsel)
- Jože Rus (? –), klarinetist in saksofonist, dirigent Pihalnega orkestra radeških papirničarjev PORP, dirigent Steklarske godbe Hrastnik
- Tanja Sonc (1992 ? –), violinistka
- Franci Lipovšek (1961 ? –), hornist in dirigent
- Boštjan Lipovšek (1974, Celje –), hornist
- Nuška Drašček Rojko (1980, Trbovlje –), pevka

### Slikarstvo
- Jože Barachini slikar in pisatelj
- Bojan Sumrak (1961 Radeče –), slikar in ilustrator
- Božidar Jakac (1899 Novo Mesto – 1989 Ljubljana), slikar in grafik, opravljal počitniško delo pri notarju Jerebu
- Miloš Požar (1925 Planina pri Rakeku –?), slikar in likovni pedagog

### Književnost
- Igor Karlovšek (1958, Celje –), odvetnik in pisatelj
- Breda Lipovšek (1937 Celje –?), prevajalka

### Igralstvo
- Janez Starina (1948 Jagnjenica – ), dramski igralec
- Ivan Pešec (1897 Ljubljana – 1972 Radeče), režiser

## Vojska
- Marjan Nemec (1921 Radeče – 1941 Celje), član SKOJ-a, po njem poimenovana Osnovna šola Marjana Nemca Radeče
- Milan Majcen (1914 Šentjanž pri Sevnici – 1941 Murnce pri Šentjanžu), član izvršnega odbora društva kmetskih fantov in deklet, po njem poimenovana Ulica Milana Majcna

## Politika
- Matjaž Han (1971 Celje –), slovenski politik
- Damjana Petavar Dobovšek (1966 Celje –), nekdanja slovenska političarka

## Šport
- Olga Šikovec-Lucner  (1933 Trbovlje –?), atletinja
- Benjamin Šeško, nogometaš (2003 ? –)
- Jasmina Keber, (1988 Kirchheim unter Teck –), igralka krosmintona

## Razno
- Janez Pešec (1923 Radeče – 1984 Radeče), ravnatelj OŠ Marjana Nemca Radeče
- Mavricij Scheyer (1837 Kutna gora na Češkem – 1894 Radeče), gospodarski strokovnjak, deloval v upravi državnih gozdov v Idriji, nasadil 400 ha goličav v Jatni, vodil gradnjo ceste Radeče-Brunk
- Nikolaj Koprivec (? Radeče – 1608 Ljubljana), zaslužen za ustanovitev ljubljanskega jezuitskega kolegija